# Freinberg (Linz)
Der Freinberg ist ein 405 m ü. A. hoher Berg im Stadtgebiet der oberösterreichischen Landeshauptstadt Linz. Frühere Namen des Bergeplateaus und südlich anschließenden, damals bewaldeten Bergrückens, waren Galgenberg oder Jägermayrwald. Vom Freinberg aus kann man praktisch die komplette Stadt überblicken.
Der Berg wurde 1910 nach dem statistischen Bezirk Freinberg des Linzer Stadtteils Waldegg benannt. Der statistische Bezirk Freinberg liegt auf dem südlichen Ausläufer des Bergrückens.

## Lage
Geologisch ist der Freinberg ein Ausläufer des Kürnberges und gehört zum Böhmischen Massiv. Dies ist ein Rumpfgebirge, welches sich von Tschechien in angrenzende Gebiete von Österreich, Deutschland und Polen erstreckt.
Der höchste Punkt des Freinbergs befindet sich etwa zwei Kilometer westlich des Stadtzentrums von Linz. Er liegt im statistischen Bezirk Römerberg-Margarethen, welcher ihn auf der West- und Ostseite umschließt. Der südliche Abhang des Berges grenzt am Anemonenweg, Edelweißberg und der Römerstraße an den statistischen Bezirk Freinberg. Über diesen Bezirk erfolgt auch die Erschließung des Berges.
Die südlichen Ausläufe des Freinbergrückens reichen bis zum Römerberg und Mariahilfberg, Bauernberg, Froschberg bis Holzheim und Lärchenau.
Mit seinen 405 m Höhe ist er der niedrigste Berg in der Linzer Bucht. So ist der Kürnberg 526 Meter, der Pfenningberg 616 Meter und der Pöstlingberg 539 Meter hoch.
Der Berggipfel ist von einem dreieckigen Plateau umgeben, welches vom höchsten Punkt im Norden von 405 Meter Höhe in Richtung Süden bis auf etwa 310 Meter abfällt. Die östliche Seite ist geprägt durch einen felsigen steilen Abbruch bis zur Donau. An der westlichen Seite haben sich bewaldete Steilhänge zum Zaubertal gebildet. Das Plateau hat eine Fläche von etwa 4 Hektaren und wurde ab dem späten 18. Jahrhundert zu einer Parkanlage ausgebaut.
Der Freinberg ist mit der Buslinie 26 der Linz Linien erreichbar.

## Geschichte
Kaiser Friedrich III. (1415–1493) erteilte 1453 der Stadt Linz die Erlaubnis über Leben und Tod zu urteilen. Daher errichtete die Stadt in westlicher Richtung der Martinskirche einen Galgen auf dem „perg genant Lützelburg“. Der Galgen stand in östlicher Richtung auf dem Berg und war weitherum sichtbar. 1483 wird erstmals die Gebietsbezeichnung „Freinberg“ urkundlich erwähnt. Benannt wird mit diesem Namen nur das Gebiet um das „Gut Ast“ zwischen Martinskirche, Jesuitenkloster/Aloisianum und Jägermayr. Der bewaldete Berg der Nord/Nordöstlich angrenzt wird als „Galgenberg“ bezeichnet. Als keine Hinrichtungen mehr stattfanden wurde der Galgenberg als „Jägermayrberg“ und erst seit 1910 als „Freinberg“ bezeichnet.
Das Plateau des „Freinbergs“ dürfte bereits im Spätneolithikum besiedelt gewesen sein, wie Streufunde zeigen. Eine Befestigungsanlage aus der späten Bronzezeit konnte ebenfalls nachgewiesen werden.
Das Plateau eignete sich für eine Besiedlung, da die östliche Seite durch den Donauabbruch und die westliche Seite durch Steilhänge zum Zaubertal natürlich geschützt waren. Der südliche, breite Bergaufgang musste zum Schutze vor Eindringlingen gesichert werden. In etwa der Mitte des Bergrückens verläuft vom West- zum Ostabhang ein in geöffneter V-Form errichteter Schutzwall.
Dieser Schutzwall wurde erst den Römern zugedacht, da 1888 beim Bau der Franz Josefs-Warte Grundmauern eines römischen Gebäudes freigelegt wurden. Als 1901 durch den Bau einer Straße zur Warte, der Schutzwall durchbrochen wurde, entdeckte das Linzer Museum Spuren, welche die Anlage in die vorhistorische, oder prähistorische Zeit einordnen ließ.
Ein Forschungsprojekt des Instituts für Ur- und Frühgeschichte befasste sich zwischen 1990 und 1996 nochmals mit archäologischen Arbeiten am Freinberg. Die Ergebnisse der Grabungen ergaben, dass der Schutzwall nachweislich dreimal durch Feuer zerstört wurde. Somit entstand die Anlage in vier Phasen (die ersten drei in der Spätbronze-, die letzte in der Spätlatènezeit). Erst die letzte Bauphase ist mit einfachen Steineinbauten versehen worden. Die Siedlung dieser Zeit reichte über den rund 2,5 ha großen Wehrbereich hinaus. Gefunden wurden einheimische Keramikwaren und importierte Bronzegegenstände sowie Münzen. Später verlagerte sich die Siedlung in Richtung Römerberg und Schloßberg, wo Grabungen des Linzer Stadtmuseums Nordico Siedlungsspuren vom Ende der ausgehenden Eisenzeit bis in die römische Kaiserzeit freilegten. Demzufolge datierten die Archäologen die Wehranlagen auf das 11. bis 9. Jahrhundert v. Chr. Der Freinberg dürfte damit der erste dauerhaft besiedelte Ort im heutigen Linz gewesen sein.
Der Freinberg hat sich seit der zweiten Hälfte des 19. Jahrhunderts zum Naherholungsgebiet der Linzer gewandelt. Dies verdankt der Berg zweifelsfrei dem enormen Einsatz des „Linzer Verschönerungs-Vereins“. Auf und um den Berg eröffneten diverse Ausflugsgasthäuser. Seit der Nachkriegszeit und der Zunahme der Mobilität in den 1960er-Jahren entwickelten sich die Besucherzahlen jedoch rückläufig. Einige der traditionellen Gasthäuser mussten schließen.

## Parkanlage
1865 wurde der „Linzer Verschönerungs-Verein“ gegründet. Das Hauptziel des Vereins galt der: „Erholung der städtischen Bevölkerung im Grünen“. Eng mit dem Gemeinderat der Stadt verknüpft, war er für die Grünflächensicherung und -bereitstellung zuständig. 75 Jahre nach seiner Gründung beschloss der Linzer Verschönerungs-Verein 1940 die Selbstauflösung.
Der Verschönerungs-Verein setzte sich Zeit seines Bestehens für den Erhalt des Jägermayr-/Freinbergs und dessen Ausgestaltung zu einer Parkanlage zum Wohle der Allgemeinheit ein. Heute erstreckt sich der Park über eine Fläche von etwa 20 Hektaren. Er ist in die Parkabschnitte: Stadtwäldchen, Galgenberg-/Freinberg-Plateau, Schöne Aussicht, Kaiser Franz Josef Park, Frank Anlagen, Turmleiten und Holzmann-/Lärchen Wiese unterteilt.
In den einzelnen Parkabschnitten standen oder wurden die folgenden Objekte erstellt (wovon heute einige unter Denkmalschutz stehen):

### Gasthof Jägermayrhof
Ursprünglich soll es sich um ein Forsthaus aus dem 16. oder 17. Jahrhundert handeln. Erstmals wurde das „Jägermayrhäusl“ im Jahre 1741 urkundlich erwähnt, als es an das Stift Wilhering verkauft wurde. Seit 1762 wird der „Jägermayr“ als ein Gasthaus geführt. 1956 diente er als Flüchtlingsunterkunft. Seit 1959 ist der Jägermayrhof das Bildungshaus der Arbeiterkammer Oberösterreichs.

### Gasthaus zur schönen Aussicht
Am nördlichsten Punkt des Plateaus wurde 1868 das Gasthaus „Zur Schönen Aussicht“ erbaut. Damals bot sich den Gästen ein 360 Grad Rundblick. 1970 wurde es abgebrochen und die Fläche in die Parkanlage integriert

### Franz Josef-Warte
Bereits 1873 erbaute der Linzer Verschönerungs-Verein eine Aussichtswarte in Holzkonstruktion. Diese wurde jedoch bereits 1881 aus Gründen der Sicherheit wieder abgebrochen.

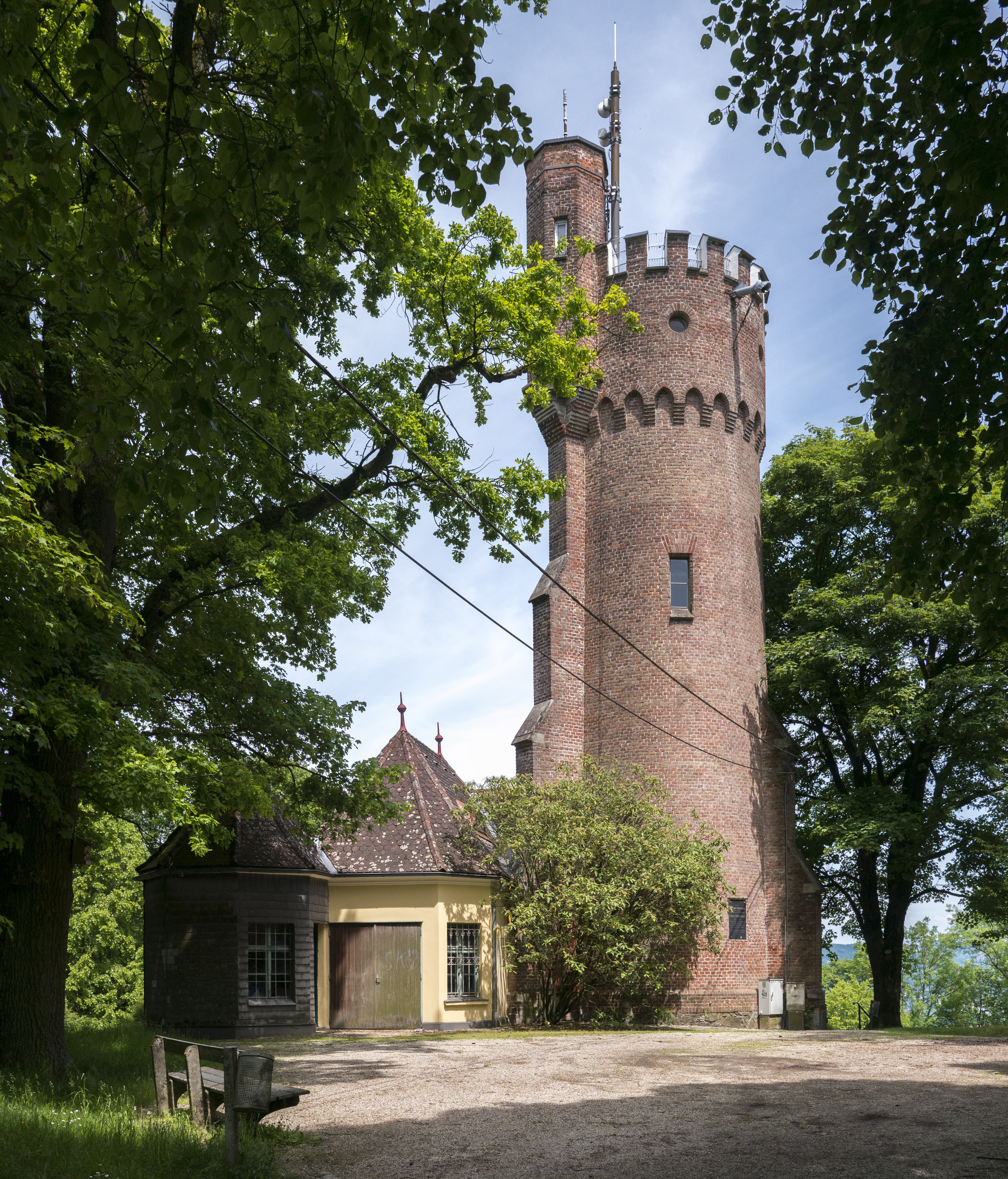
Franz Josef-Warte

Seit 1883 befasste sich der Verschönerungs-Verein mit dem Gedanken, einen neuen Aussichtsturm in fester Bauweise auf dem Jägermayr-Plateau zu errichten. Nach Jahren sorgfältiger und umsichtiger Planung konnte eines der vorgeschlagenen Projekte realisiert werden. Erstellt wurde ein fünfgeschoßiger Rundturm aus Ziegelsteinen in Sichtmauerwerk-Bauweise. Das oberste Geschoß überragt die Turmwand. Die Auskragung ist mit kleinen Spitzbogen verziert. Über diesem Geschoß ist eine Aussichtsplattform, die mit einem Zinnenkranz bewehrt ist und einen 360°-Panoramarundblick bietet. Der Aufgang zur Plattform erfolgt durch einen als achteckigen Erker angebauten Treppenturm. Dieser wird durch einen treppenartig bis zum Erdboden abgestuften Stützpfeiler getragen. Im Turminnern überwindet man die fünf Stockwerke über eine Holzwendeltreppe.
Zum Gedenken an das Jubiläum 40 Jahre Regentschaft von Kaiser Franz Josef vom 2. Dezember 1888, wurde der Turm mit „Erlaubnis von höchster Stelle“ als Franz Josef-Warte benannt und konnte mit einem feierlichen Akt am 3. August 1889 eröffnet werden.
1912 wurde ein eingeschoßiger Zubau an der Franz Josef-Warte als Wohnung für den Wegemacher und Wächter der Anlage errichtet.

### Hochbehälter

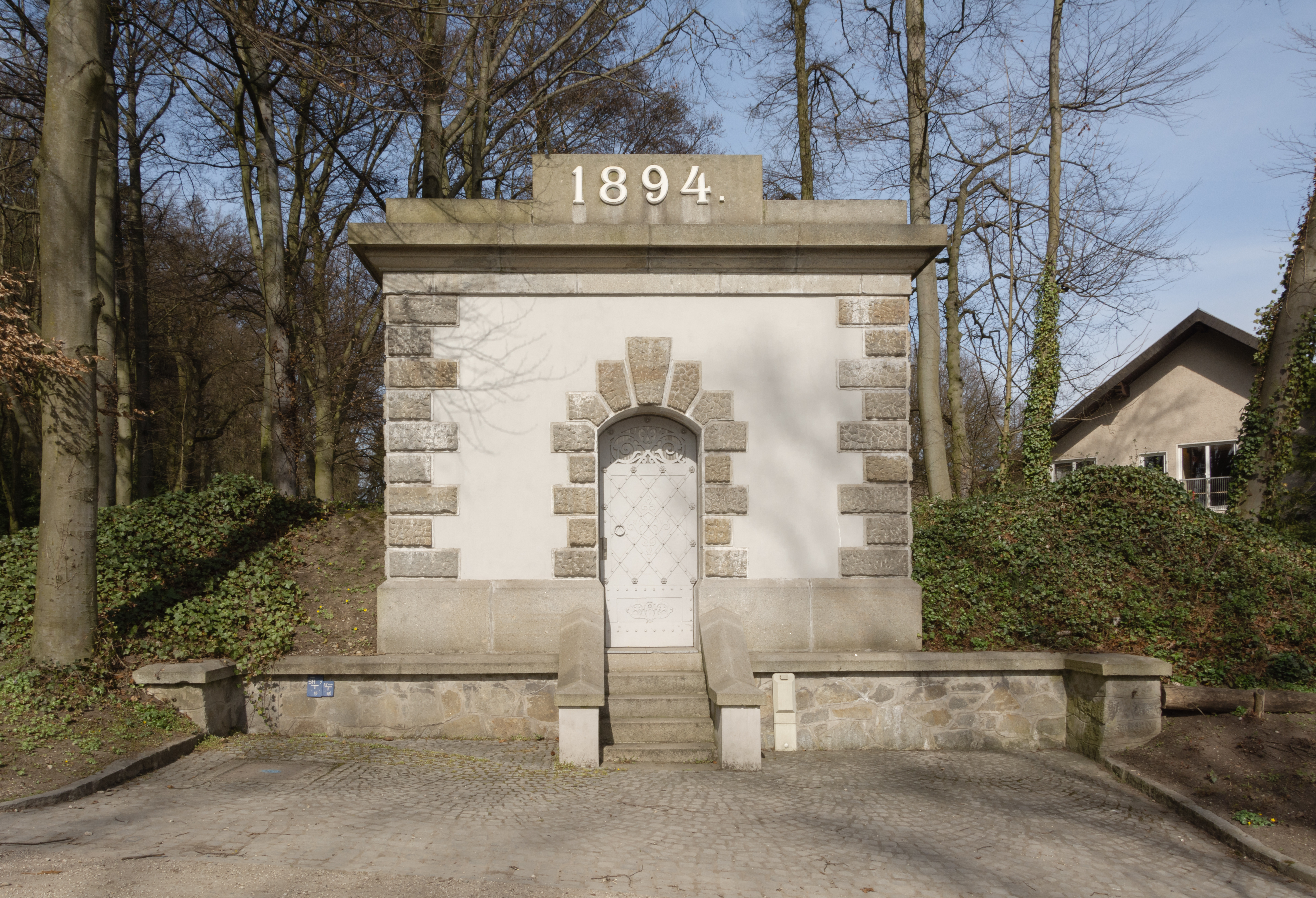
Hochbehälter Jägermayr 1894

1894 erstellte die Stadt Linz in der Nähe des Gasthauses Jägermayr, einen Hochbehälter. Dieser diente damals als Wasserschloss und war ein wichtiger Bestandteil der städtischen Wasserversorgung Der „Hochbehälter Jägermayr“ hat ein Fassungsvermögen von 100 m³ und ist heute noch in Betrieb.
1944 wurde mit dem Bau eines zusätzlichen Hochbehälters, oberhalb des Behälters aus 1894, begonnen. Ende des Jahres mussten die Bautätigkeiten eingestellt werden. Erst im Dezember 1946 konnte der Bau fertig gestellt werden. Der Hochbehälter Freinberg hat ein Fassungsvermögen von 1000 m³.

### Trinkbrunnen
1894 wurde, im Zusammenhang mit dem Bau des Hochbehälters, beim Jägermayr ein Trinkbrunnen errichtet. Ein kleiner Bau in schlichter historischer Form, mit Walmdach. Vorne in einer korbbogigen Nische ist ein Wasserspender und in Bodennähe eine kleine Brunnenschale.

### Kaisereiche
Zum Gedenken des Jubiläums 50 Jahre Regentschaft von Kaiser Franz Josef pflanzte der Verschönerungs-Verein 1898 eine „Kaisereiche“. Gepflanzt wurde sie am ehemaligen Standort der 1881 abgebrochenen hölzernen Aussichtswarte. Die Eiche war eine Spende der Poschacher Brauerei. Der ehemalige Bürgermeister von Linz Viktor Drouot stiftete eine Gedenktafel auf einem Findling aus dem Kürnbergerwald. Erst von 1908 bis 1911 wurde um die Kaisereiche der von Stadtgärtner Prenosyl entworfene „Kaiser Franz Josef Park“ am Ostabhang erstellt.

### Aussichtsplattform
Beim „Gasthaus Zur Schönen Aussicht“ wurde 1925 auf einem Felsensporn oberhalb der Calvariwände eine große Aussichtsplattform errichtet. Die als „Donaublick“ benannte Terrasse bot freie Sicht über die Donau bis zum Pöstlingberg.

### Fliegerdenkmal
Auf Anregung des „oberösterreichischen Vereins für Luftschifffahrt“ wurde zur Erinnerung an die Ballonfahrten des flugbegeisterten Erzherzog Josef Ferdinand am 23. November 1913 ein Fliegerdenkmal mit Aussichtsplattform erstellt. Dieses wurde östlich des Jägermayrhofs platziert. Ein acht Meter hoher Monolith aus Marmor trug einen 1,8 Meter großen Ikarus. Im Zweiten Weltkrieg wurde das Denkmal zerstört und die Figur nach Kriegsende 1944 durch die Metallsammlung eingeschmolzen.
1954 stellte die Stadt Linz ein neues Denkmal, unter der Bezeichnung „Statt Fliegerdenkmal“ auf. Dies zeigt einen Jüngling mit erhobenen Armen. Die Figur wurde 1929 von Wilhelm Frass erschaffen und in Bronze gegossen. Ursprünglich stand sie auf dem Grab des Bürgermeisters von St. Pölten, heute auf einer Marmorsäule die von zwei Granitstufen getragen wird. Das Denkmal steht nicht am Ort des ehemaligen Fliegerdenkmals.

### Barbara-Kapelle

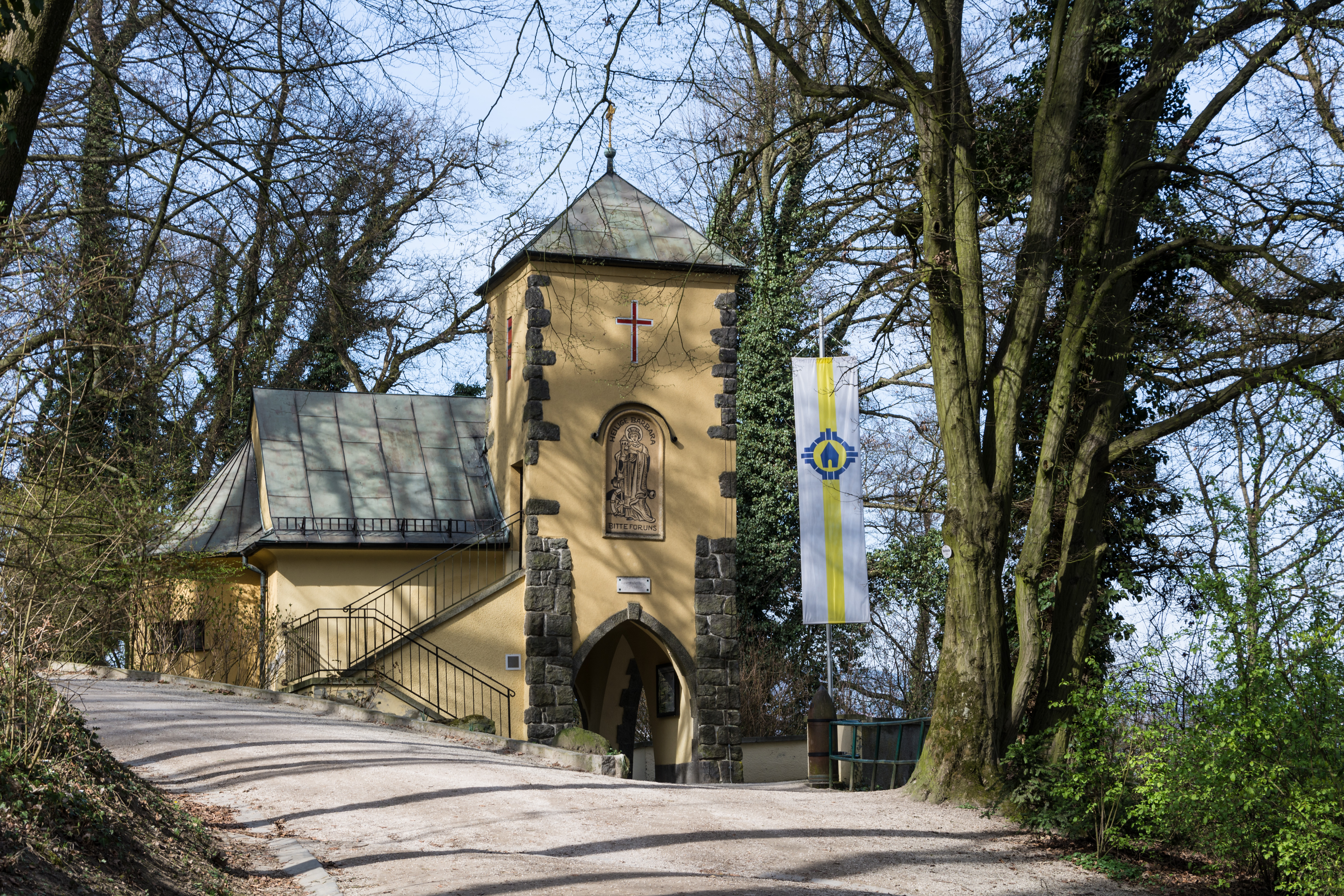
Barbara-Kapelle

Der „oberösterreichische Artilleristenbund“ ließ 1932 zum Gedenken der gefallenen Kriegskameraden des Ersten Weltkriegs die Barbara-Kapelle an der Römerstraße auf dem Freinberg erbauen. Die Kapelle ist nach Nordosten ausgerichtet und hatte damals einen freien Blick ins Donautal und auf Linz. Sie hat einen kleinen Turm der über einer nach drei Seiten offenen Vorhalle steht. Auf der Südseite ist ein Sgraffito der Heiligen Barbara, mit Turm, Hostie, Kanone und der Inschrift: „Heilige Barbara bitte für uns“. Die Barbara-Kapelle gehört zur Pfarre St. Matthias.
Im Zweiten Weltkrieg wurde die Kapelle 1944 durch Fliegerbomben beschädigt. 1950 konnten die Instandsetzung vorgenommen werden.

### Ehrenmal für Elsa Brändström
Elsa Brändström (* 26. März 1888 † 4. März 1948) war Philanthropin. Im Ersten Weltkrieg war sie als freiwillige Krankenschwester bei der russischen Armee. Für das Schwedische Rote Kreuz ging sie nach dem Krieg nach Sibirien. In Gefangenenlagern für Kriegsgefangene richtete sie eine medizinische Grundversorgung ein. Dadurch wurde sie als „Engel von Sibirien“ bekannt. Zeitlebens setzte sich Elsa Brändström für Caritative Organisationen ein.
Am 28. Mai 1961 wurde für Elsa Brändström an der Römerstraße 96 bei der Franz Josef-Warte, ein Ehrenmal eingeweiht.

### Franz Schubert Linde
Am 19. November 1978, anlässlich des 150. Todestages des Komponisten Franz Schubert (* 31. Januar 1797 † 19. November 1828), pflanzte die Stadt Linz eine Linde. Als Standort wählte man den Ort des ehemaligen „Gasthauses Zur schönen Aussicht“. Neben der Linde wurde eine Gedenktafel erstellt.

### Kinderspielplatz
1949 wurde am Rosenhang ein Kinderspielplatz angelegt.

## Objekte im statistischen Bezirk Freinberg
Weitere Objekte befinden sich im statistischen Bezirk Freinberg. So der Probeturm, das Kollegium Aloisianum, der Sender Freinberg, oder die Johannes-Kepler-Sternwarte.